# Berilo azul

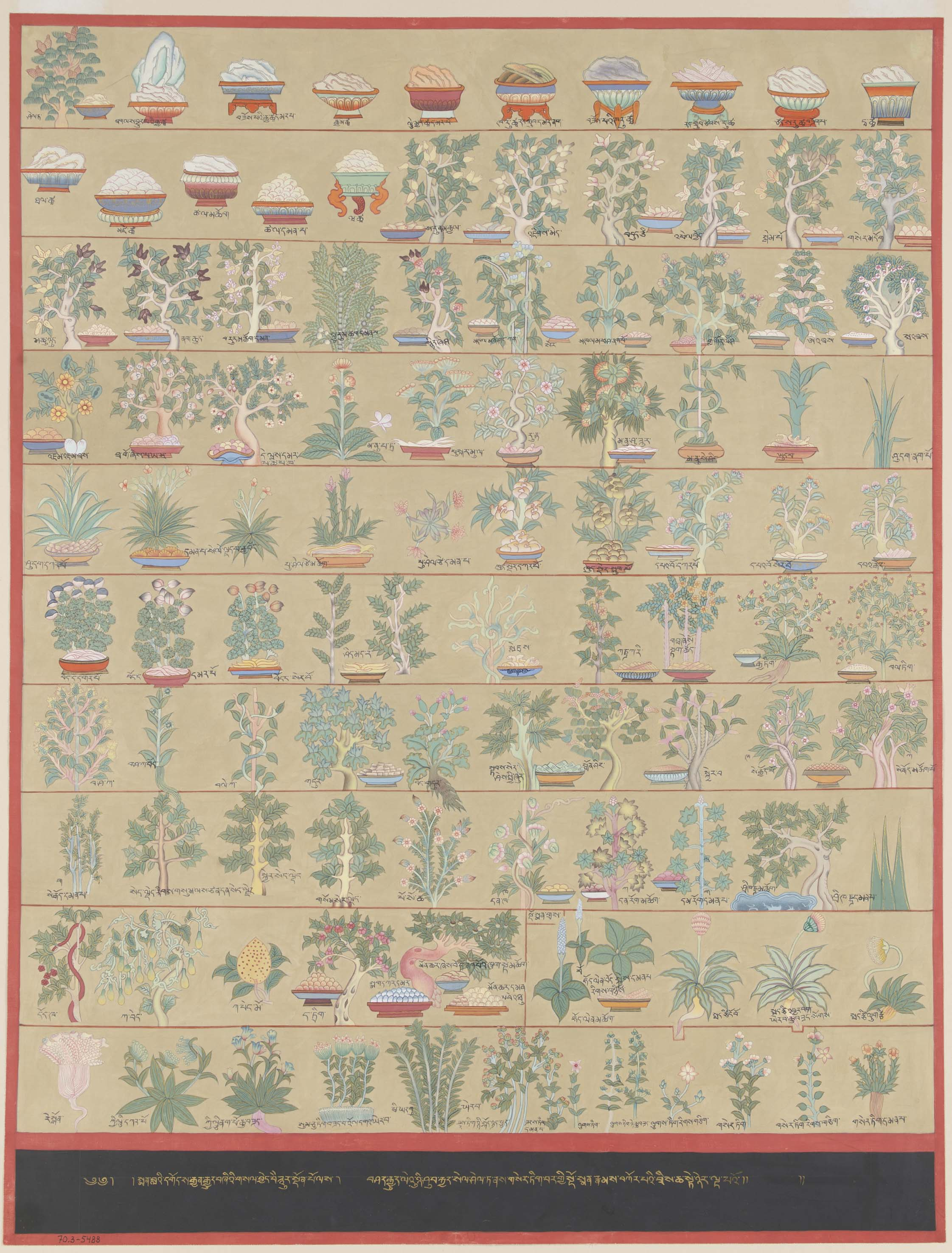
Las plantas de la medicina tibetana, ilustración realizada en el Beryl azul por Sangyé Gyatso

El berilo azul o beryl azul (Vadurya sngon-po) es un tratado de Desi Sangye Gyatso (1653-1705)., que se convirtió en una obra de referencia en el budismo tibetano. Berilo azul es en realidad un comentario exhaustivo sobre la RGyud-bZhi (los Cuatro Tantras Médicos) suscritos por el médico Yutok Yonten Gonpo (708-833) en el siglo XIX, y fue ampliado por Yutok Yonten Gonpo el joven, en el siglo XII. El RGyud-bZhi es un libro de texto estándar y clásico en el que se resumió todo el conocimiento disponible en el momento de la medicina tibetana. Desi Sangye Gyatso fue el regente del V Dalái lama y desarrolló un sistema en el que dieciocho plagas, como enfermedades, fueron descritas y estas se añadieron a las 1.616 enfermedades descritas en el RGyud-bZhi. Desi Sangye Gyatso escribió un comentario adicional y permitió que el pintor Tenzin Norbu hiciera 79 thangkas que fueron diseñados especialmente para la tercera tantra (tantra explicativo). Los cuadros eran ilustraciones de los textos.

## Edificio Médico
Siguiendo esta berilo azul, una facultad de medicina estaba ubicada en la Montaña de Hierro (Chokpori), que fue desarrollada para los estudiantes monásticos después de sus lecciones del esoterismo, el tantrismo y las artes curativas en el monasterio, la cual se mantuvo y el servicio continuó a la población y otros estudiantes monjes y lamas. En 1916 el médico del XIII dalái lama Thubten Gyatso construyó una segunda facultad, la Men-Tsee-Khang. Este curso fue diseñado para los laicos que regresaron después de su formación y educación a las zonas rurales para trabajar como médicos o entrenadores.